# H–59
A H–59 Ovod légi indítású, földi célok elleni, televíziós irányítású, szilárd hajtóanyagú rakéta. A H–59E a H–59-ből kifejlesztett, megnövelt hatótávolságú rakétafegyver.